# 东梁镇
东梁镇，是中华人民共和国辽宁省阜新市阜新蒙古族自治县下辖的一个乡镇级行政单位。有温泉

## 行政区划
东梁镇下辖以下地区：
东梁村、包家窝堡村、哈拉户稍村、田家洼子村、吐呼鲁村、下八台村、南梁村、南荒村、平顶庙村、双山堡村、西五道桥子村、东五道桥子村、转角庙子村和岗岗营子村。